# Arorae
Arorae (variantes de ortografia: Arorai, Arurai; também conhecido como Hope Island ou Hurd Island) é um atol em Kiribati localizado perto do equador. Arorae é a ilha mais meridional do grupo das Ilhas Gilbert. Tem uma população de pouco mais de mil habitantes em 9,5 quilômetros quadrados.

## Geografia
O atol tem uma área de 9,5 km² e tinha uma população de cerca de 1279 habitantes em 2010, dos quais a maioria são protestantes. As maiores aldeias da ilha são Roreti, Tamaroa e Taribo.
O atol é uma ilha de coral baixa e plana com forma alargada. Mede 9km de comprimento por 1km de largura. Como é um atol muito pequeno, não possui uma laguna interior.

## Cultura
A cultura Arorae tem sido influenciada mais por Samoa que por outras das Ilhas Gilbert, sobretudo porque missionários de Samoa se estabeleceram na ilha e converteram a população à Igreja Protestante.